# Syfania bieti
Syfania bieti är en fjärilsart som beskrevs av Charles Oberthür 1886. Syfania bieti ingår i släktet Syfania och familjen nattflyn. Inga underarter finns listade i Catalogue of Life.